# Paolo Toschi
Paolo Toschi,(7. juni 1788 i Parma - den 30. juli 1854), var en italiensk Kobberstikker.
Elev af Bervic i Paris, hvor han opholdt sig
1809-19. 1837 blev han direktør for Akademiet
i sin fødeby. Toschi er en af de sidste
repræsentanter for det klassiske liniestik, og denne
stikmanérs særlige tørhed og farveløshed er
i højeste grad fremtrædende ved hans kunst.
Så meget mere som han til sit livs
hovedopgave havde at gengive Correggio’s arbejder
i Parma, hvis hele malerisk varme og bløde
karakter dårligt forliges med det stramme
liniestik. Bedre stemmer denne manér til
gengivelsen af Rafaels »Korsdragelsen« (Lo
Spasimo di Sicilia, Madrid) og forskellige
madonnafremstillinger, til Daniele da Volterras
korsnedtagelse, Francesco Albanis Venus og Adonis samt til
en række holdningsfulde portrætter, til dels
efter Toschis egne tegninger. Efter moderne
kunstnere udførte han det store blad med [[Henrik
IV]]’s indtog i Paris (efter François Gérard).